# Yawal
Yawal (o Yaval) è una città dell'India di 31.799 abitanti, situata nel distretto di Jalgaon, nello stato federato del Maharashtra. In base al numero di abitanti la città rientra nella classe III (da 20.000 a 49.999 persone).

## Geografia fisica
La città è situata a 21° 10' 0 N e 75° 42' 0 E e ha un'altitudine di 196 m s.l.m..

## Società

### Evoluzione demografica
Al censimento del 2001 la popolazione di Yawal assommava a 31.799 persone, delle quali 16.417 maschi e 15.382 femmine. I bambini di età inferiore o uguale ai sei anni assommavano a 4.476, dei quali 2.329 maschi e 2.147 femmine. Infine, coloro che erano in grado di saper almeno leggere e scrivere erano 21.123, dei quali 11.981 maschi e 9.142 femmine.